# Échalou
Échalou és un municipi francès, situat a la regió de Normandia, al departament de l'Orne.